# 스토아

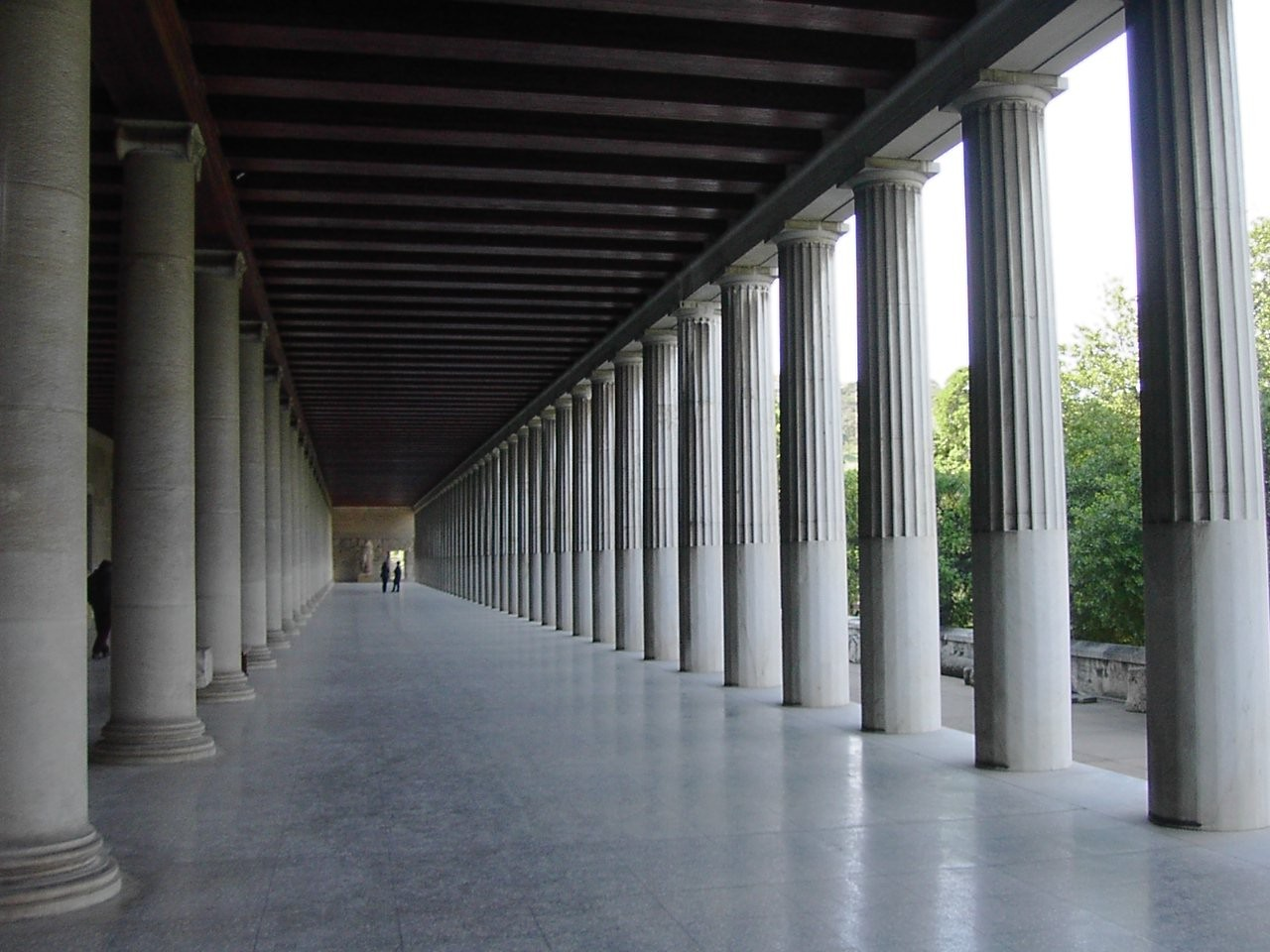
아테네의 복원된 아탈로스의 스토아

스토아(고대 그리스어: στοά)는 고대 그리스 건축의 한 요소로, 지붕이 있는 통로 또는 현관이며, 일반적으로 공공 건축에 사용된다. 초기의 스토아는 기둥이 건물의 입구에서 좌우로 감싸듯이 줄지어 있었다. 철학 학파인 스토아 학파의 이름은 기원전 5세기 경부터 아테네의 아고라의 북변에 있던 스토아에서 따온 것이다.

## 개요
스토아는 그리스인이 애호한 건물 중 하나로서 바깥쪽으로 열주(列柱)를 가진 회랑(回廊)식의 단순한 건물이었다. 스토아는 사람들에게 비를 피하게 하고 햇빛을 가리어 주는 장소로 제공된 데서, 사람들이 모이는 곳은 어디나 이 건물이 필요했다. 따라서 신역(神域)에도 광장(廣場＝agora)에도 세워진 것이었다. 뛰어난 스토아의 유적은 사모스섬의 헤라의 신역에 잔존한다. 기원전 5세기∼4세기에 속하는 그 유적이 여러 개 현존한다. 아테네의 아고라에 있었던 <제우스의 스토아>는 요자형(凹字形) 이랑형식(二廊形式)의 것이다. 아테네의 <스토아 포이키레>는, 폴리그노토스 및 미콘이 그린 벽화로 인하여 유명하게 되었다.

## 같이 보기
- 아케이드 (건축)